# Jana Adámková
Jana Adámková (Brno, República Checa, 27 de enero de 1978) es una exfutbolista y actual árbitra de fútbol checa internacional desde el 2007.
Adámková jugó para la República Checa en el período 2000/2001 seis partidos internacionales (con un tiempo total de 186 minutos).

## Torneos de selecciones
Ha arbitrado en los siguientes torneos de selecciones nacionales:
- Clasificación de UEFA para la Copa Mundial Femenina de Fútbol de 2011
- Campeonato Femenino Sub-19 de la UEFA de 2011
- Eurocopa Femenina 2013
- Copa Mundial Femenina de Fútbol Sub-17 de 2012 en Azerbaiyán
- Clasificación de UEFA para la Copa Mundial Femenina de Fútbol de 2015
- Copa Mundial Femenina de Fútbol Sub-17 de 2014 en Costa Rica
- Clasificación para la Eurocopa Femenina 2017
- Eurocopa Femenina 2017
- Copa Mundial Femenina de Fútbol Sub-20 de 2016 en Papúa Nueva Guinea
- Clasificación de UEFA para la Copa Mundial Femenina de Fútbol de 2019
- Copa Mundial Femenina de Fútbol Sub-20 de 2018 en Francia
- Cyprus Cup
- Copa Mundial Femenina de Fútbol de 2019 en Francia[3]